# Habronattus captiosus
Habronattus captiosus là một loài nhện trong họ Salticidae.
Loài này thuộc chi Habronattus. Habronattus captiosus được Willis J. Gertsch miêu tả năm 1934.